# Иван Шабанов
 Тази статия е за революционера.  За писателя вижте Иван Шабанов (писател).  
Иван Шабанов е български революционер, деец на Вътрешната македоно-одринска революционна организация.

## Биография
Иван Шабанов е роден през 1851 година в град Прилеп, тогава в Османската империя. Занимава се с търговия, членува в българската църковна община и от 1907 година е ръководител на околийския комитет на ВМОРО в Прилеп. През ноември същата година е арестуван и лежи до януари 1908 година в Прилепския затвор. При обезоръжителната акция на младотурците от 1910 година е повторно арестуван и инквизиран. Умира в Прилеп на 25 декември 1931 година.